# Stiring-Wendel
Stiring-Wendel és un municipi francès, situat al departament del Mosel·la i a la regió del Gran Est. L'any 2007 tenia 12.468 habitants.

## Demografia

### Població
El 2007 la població de fet de Stiring-Wendel era de 12.468 persones. Hi havia 5.299 famílies, de les quals 1.708 eren unipersonals (684 homes vivint sols i 1.024 dones vivint soles), 1.498 parelles sense fills, 1.547 parelles amb fills i 546 famílies monoparentals amb fills.
La població ha evolucionat segons el següent gràfic:
Habitants censats

### Habitatges
El 2007 hi havia 5.724 habitatges, 5.417 eren l'habitatge principal de la família, 14 eren segones residències i 293 estaven desocupats. 2.081 eren cases i 3.502 eren apartaments. Dels 5.417 habitatges principals, 2.072 estaven ocupats pels seus propietaris, 2.415 estaven llogats i ocupats pels llogaters i 930 estaven cedits a títol gratuït; 145 tenien una cambra, 560 en tenien dues, 1.358 en tenien tres, 1.572 en tenien quatre i 1.783 en tenien cinc o més. 3.379 habitatges disposaven pel capbaix d'una plaça de pàrquing. A 2.569 habitatges hi havia un automòbil i a 1.719 n'hi havia dos o més.

### Piràmide de població
La piràmide de població per edats i sexe el 2009 era:
| Homes | Edats   | Dones |
| ----- | ------- | ----- |
| 4     | 95 o +  | 8     |
| 16    | 90 a 94 | 44    |
| 48    | 85 a 89 | 96    |
| 60    | 80 a 84 | 132   |
| 152   | 75 a 79 | 304   |
| 264   | 70 a 74 | 372   |
| 348   | 65 a 69 | 352   |
| 288   | 60 a 64 | 376   |
| 388   | 55 a 59 | 380   |
| 400   | 50 a 54 | 428   |
| 464   | 45 a 49 | 516   |
| 424   | 40 a 44 | 496   |
| 584   | 35 a 39 | 500   |
| 496   | 30 a 34 | 508   |
| 472   | 25 a 29 | 436   |
| 364   | 20 a 24 | 352   |
| 408   | 15 a 19 | 397   |
| 400   | 10 a 14 | 388   |
| 400   | 5 a 9   | 424   |
| 364   | 0 a 4   | 308   |

## Economia
El 2007 la població en edat de treballar era de 8.259 persones, 5.178 eren actives i 3.081 eren inactives. De les 5.178 persones actives 4.164 estaven ocupades (2.297 homes i 1.867 dones) i 1.015 estaven aturades (514 homes i 501 dones). De les 3.081 persones inactives 999 estaven jubilades, 670 estaven estudiant i 1.412 estaven classificades com a «altres inactius».

### Ingressos
El 2009 a Stiring-Wendel hi havia 5.433 unitats fiscals que integraven 12.496,5 persones, la mediana anual d'ingressos fiscals per persona era de 14.887 €.

### Activitats econòmiques
Dels 385 establiments que hi havia el 2007, 12 eren d'empreses alimentàries, 2 d'empreses de fabricació de material elèctric, 11 d'empreses de fabricació d'altres productes industrials, 63 d'empreses de construcció, 118 d'empreses de comerç i reparació d'automòbils, 6 d'empreses de transport, 25 d'empreses d'hostatgeria i restauració, 3 d'empreses d'informació i comunicació, 10 d'empreses financeres, 12 d'empreses immobiliàries, 47 d'empreses de serveis, 44 d'entitats de l'administració pública i 32 d'empreses classificades com a «altres activitats de serveis».
Dels 119 establiments de servei als particulars que hi havia el 2009, 1 era una comissaria de policia, 2 oficines de correu, 6 oficines bancàries, 2 funeràries, 10 tallers de reparació d'automòbils i de material agrícola, 1 taller d'inspecció tècnica de vehicles, 2 autoescoles, 15 paletes, 11 guixaires pintors, 7 fusteries, 10 lampisteries, 8 electricistes, 1 empresa de construcció, 11 perruqueries, 2 agències de treball temporal, 17 restaurants, 4 agències immobiliàries, 2 tintoreries i 7 salons de bellesa.
Dels 47 establiments comercials que hi havia el 2009, 2 eren supermercats, 1 un supermercat, 2 botigues de més de 120 m², 2 botiges de menys de 120 m², 8 fleques, 2 carnisseries, 2 llibreries, 2 botigues de roba, 3 botigues d'equipament de la llar, 2 sabateries, 6 botigues de mobles, 2 botigues de material esportiu, 2 botigues de material de revestiment de parets i terra, 4 drogueries, 2 perfumeries, 1 una perfumeria i 4 floristeries.
L'any 2000 a Stiring-Wendel hi havia 3 explotacions agrícoles.

## Equipaments sanitaris i escolars
El 2009 hi havia 3 centres de salut, 4 farmàcies i 4 ambulàncies.
El 2009 hi havia 5 escoles elementals. Stiring-Wendel disposava d'un col·legi d'educació secundària amb 612 alumnes.

## Poblacions més properes
El següent diagrama mostra les poblacions més properes.